# Slovenský kras
Slovenský kras je krajinný celek geomorfologické oblasti Slovenské rudohoří, nacházející se na jihovýchodě Slovenska, kde na západní straně sousedí s Jihoslovenskou kotlinou, na severu se Slovenským rudohořím, na východě s Košickou kotlinou a ve spojení s maďarským Aggteleckým krasem na jihu představuje rozlohou největší krasové území planinového typu ve střední Evropě. Na území byl vyhlášen Národní park Slovenský kras.

## Charakteristika

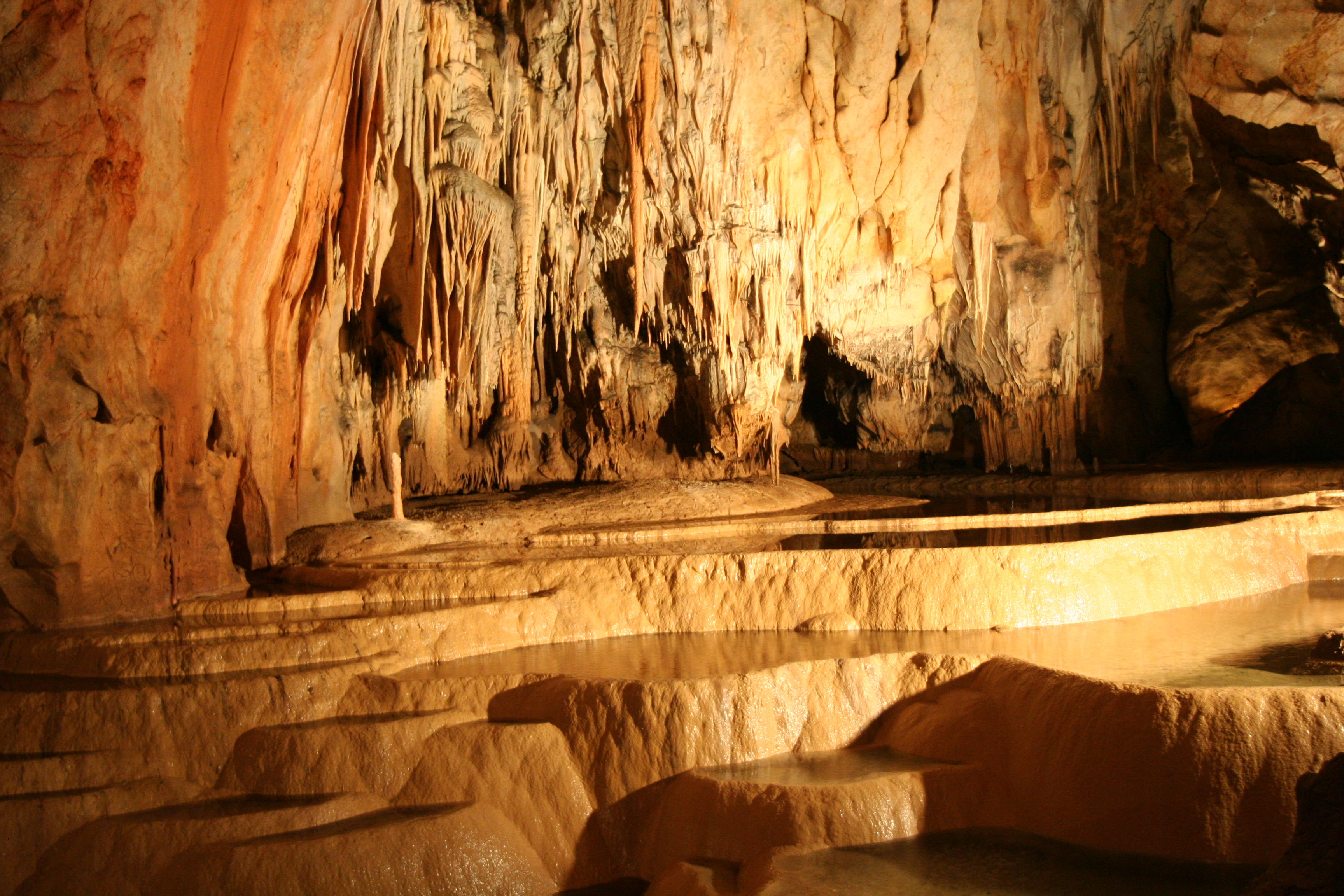
v jeskyni Domica

Slovenský kras je tvořen vápencovými náhorními planinami oddělenými hlubokými údolími s množstvím podzemních i povrchových krasových jevů. Nejvyššími vrcholy této oblasti jsou Pipítka (1225 m) a Matesova skála (925 m). V minulosti bylo celé území zalesněno listnatými lesy. Původní dubové, lipové, habrové a bukové porosty však byly částečně vytěženy. Neporušené lesní porosty se zachovaly v hlubokých roklinách a na svazích těžce přístupných planin. V oblasti Slovenského krasu roste velmi mnoho druhů chráněných teplomilných rostlin. Vzácná rostlinná společenstva se vyskytují na silně zamokřených loukách v údolí Štítnického potoka. Pestré přírodní podmínky ovlivňují rozšíření a vývoj živočichů. Mísí se zde druhy horské, lesní i stepní. Specifické druhy živočichů žijí v jeskyních a propastech. Slovenský kras odvodňují řeky Slaná, Muráň a Turňa s větším množstvím drobnějších přítoků. Slovenský kras patří do teplé klimatické oblasti se zimními průměrnými teplotami mezi -2 – -5 °C a letními teplotami 16 – 18 °C. Počet dnů se sněhovou pokrývkou se pohybuje kolem 60 – 80, počet letních dnů mezi 30 – 50.

## Přírodní poměry
Z geologického hlediska je Slovenský kras vesměs tvořen komplexem druhohorních nepřeměněných formací zvaných silický příkrov – rozsáhlé vodorovně uložené těleso, které je dnes rozrušené pozdějšími tektonickými poruchami a erozí. Vrstva začíná nejčastěji horninami spodního triasu, což jsou pískovce, slíny a vápence, které dosahují tloušťku až 1 000 metrů. Střední a svrchní trias tvoří mohutné vrstvy vápenců. Jurské vrstvy se zachovaly pouze na denudačních zbytcích. Mladší horniny silického příkrovu nejsou zachovány. Základ dnešního reliéfu pochází z mladších třetihor až čtvrtohor. Slovenský kras byl vyzdvižen a relativním poklesem vznikly kotliny a sníženiny. Tento základ reliéfu modelovaly a dotvořily eroze řek a denudační procesy. Průběh řek se přizpůsobil zlomové tektonice.
Území patří ke středním pohořím a vrchovinám, jde o samostatnou geomorfologickou jednotku – řadíme ho k planinovému typu krasu, který je charakterizován vysokopoloženými náhorními plošinami, okolo kterých jsou prudké stráně padající do kotlin. Vlastní plošiny jsou málo členité, s výjimkou kuželových kopců na Koniarské a Plešivecké planině.

### Krasové jevy
Slovenská kras je největší krasové území na území bývalého Československa. Má velmi dobře vyvinutý krasový reliéf a vyskytují se zde prakticky všechny krasové jevy charakteristické pro mírné klimatické pásmo. Jsou zde jevy primární – škrapy, krasové jámy, údolí, ponory, vyvěračky, hřbety, propasti, jeskyně; i sekundární – krápníkové výzdoby, travertín, sutiny. Severně od Silice se vyskytuje uvala, podobná nepravidelné elipse o rozměrech 750 m × 300 m a hloubce 30 m.

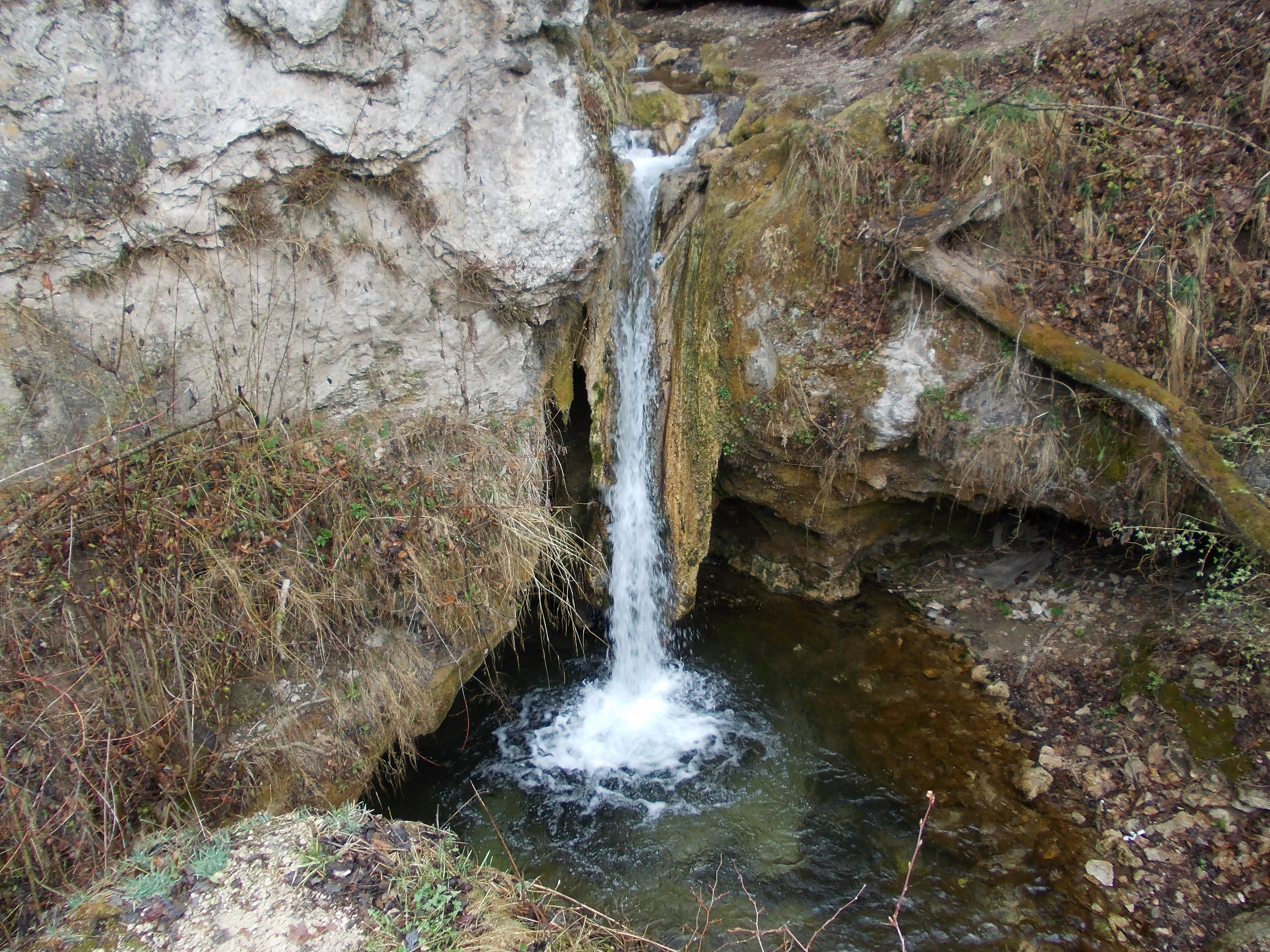
Hájské vodopády na Hájském potoku

### Vodopis
Vodu z území odvádí vodní toky, které pramení v přilehlých nekrasových územích. Největší je řeka Slaná, do které se vlévají všechny další vodní toky. Z dalších vodních toků je to řeka Bodva, řeka Turňa či Čremošná. Povrchová síť prakticky chybí, srážky se kromě výparu všechny vsáknou do země a říční síť je pak v podzemí. Na povrch voda vytéká nejvíce ve vyvěračkách na úpatích krasových planin. Na Silické planině se nachází krasové Jašteričie jazero, další již zaniklé jezero Lúčanské jezírko leží na planině Horný vrch.

### Podnebí
Slovenský kras leží na rozhraní oceánského a kontinentálního typu podnebí. Leží i na přechodu mezi nížinným a horským typem podnebí. Nejteplejším měsícem je červenec, nejstudenějším leden. Nejvíce srážek padá v červnu a v červenci, nejméně v zimě. Dominantním směrem větru je severní, druhým nejčastějším jižní.

### Rostlinstvo
Z hlediska fytogeografického členění patří Slovenský kras do panonské flóry. Patří mezi druhově nejbohatší a nejzajímavější území Slovenska. Nejpočetnější jsou zde druhy náročné na teplo. Např. v okolí Domice roste kosatec nízký, kosatec bezlistý, chřest lékařský a řada dalších. Horské druhy kromě severní části Plešivecké planiny rostou v Zádielské dolině..

## Podcelky

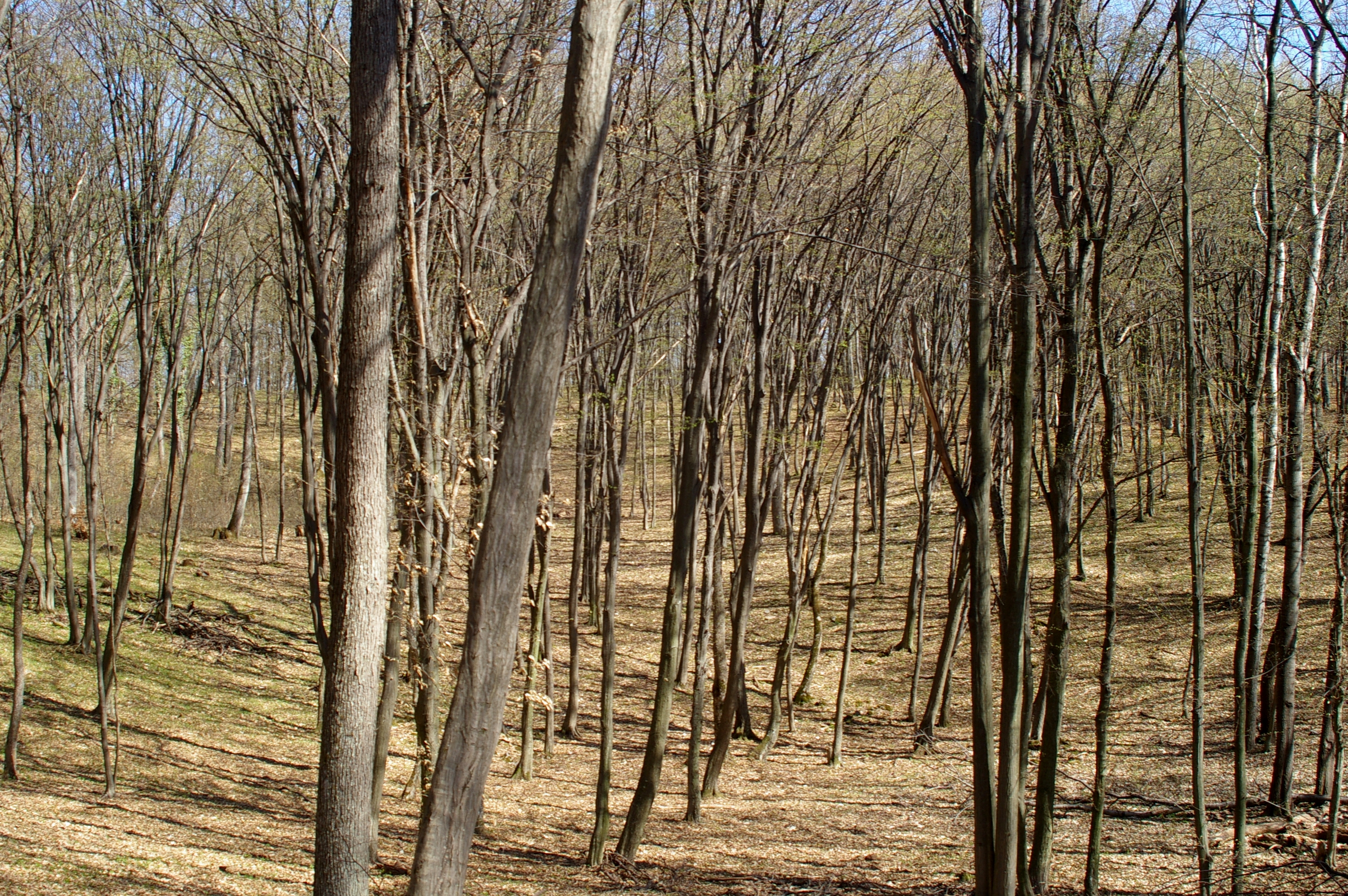
zalesněný závrt Koniarské planiny

Slovenský kras se dělí na několik geomorfologických podcelků (od západu na východ):
- Jelšavský kras
- Koniarská planina
- Plešivecká planina (planina nejbohatší na krasové formy)
- Silická planina (největší planina)

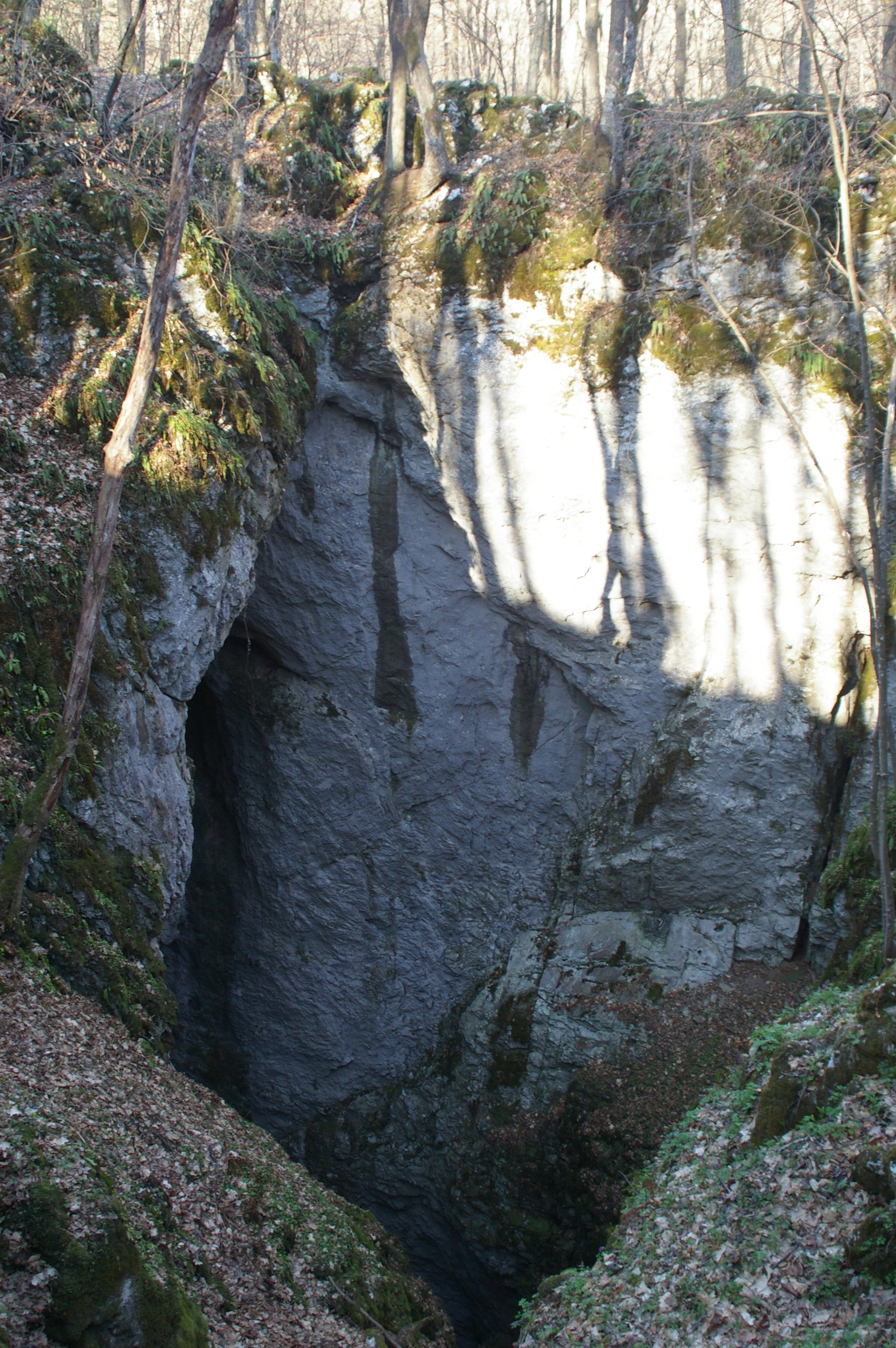
Propast Bezedná lednice

- Turnianská kotlina
- Horný vrch
- Dolný vrch
- Zádielská planina
- Jasovská planina

## Jeskyně
Počty jeskyň na jednotlivých planinách.
| Planina                 | Počet jeskyň | Délka jeskyní (m) |
| ----------------------- | ------------ | ----------------- |
| Jasovská planina        | 134          | 16 599            |
| Zádielska planina       | 76           | 1 210             |
| Horný vrch              | 62           | 1 964             |
| Dolný vrch              | 84           | 2 399             |
| Silická planina – sever | 131          | 7 777             |
| Silická planina – jih   | 64           | 14 210            |
| Plešivecká planina      | 156          | 6 584             |
| Koniarska planina       | 24           | 1 359             |
| Celkem                  | 731          | 52 102            |

## Chráněná území
Slovenský kras patří k největším a nejtypičtějším krasovým územím ve střední Evropě. Na ochranu vzácných lokalit chráněných druhů rostlin, živočichů i vzácných krasových jevů byla tato oblast vyhlášena v roce 1973 Chráněnou krajinnou oblastí Slovenský kras. Dne 8. března 2002 byl Slovenský kras vyhlášen za národní park. Jeho součástí jsou státní přírodní rezervace Zádielská tiesňava, Hrušovská lesostep, Domické škrapy, Pod Strážnym hrebeňom, Jasovské dubiny, Teplica, Kečovské škrapy, Nad Drieňovskými kúpelmi a Gerlašské skaly. Rovněž zde lze obdivovat spoustu chráněných přírodních výtvorů, chráněných přírodních památek a chráněných nalezišť. Oblast Slovenského krasu protínají četné naučné stezky. V roce 1995 byly vybrané části krasového území na slovenské a maďarské straně zapsány na seznam světového přírodního dědictví UNESCO pod názvem „Jeskyně Aggteleckého krasu a Slovenského krasu“.

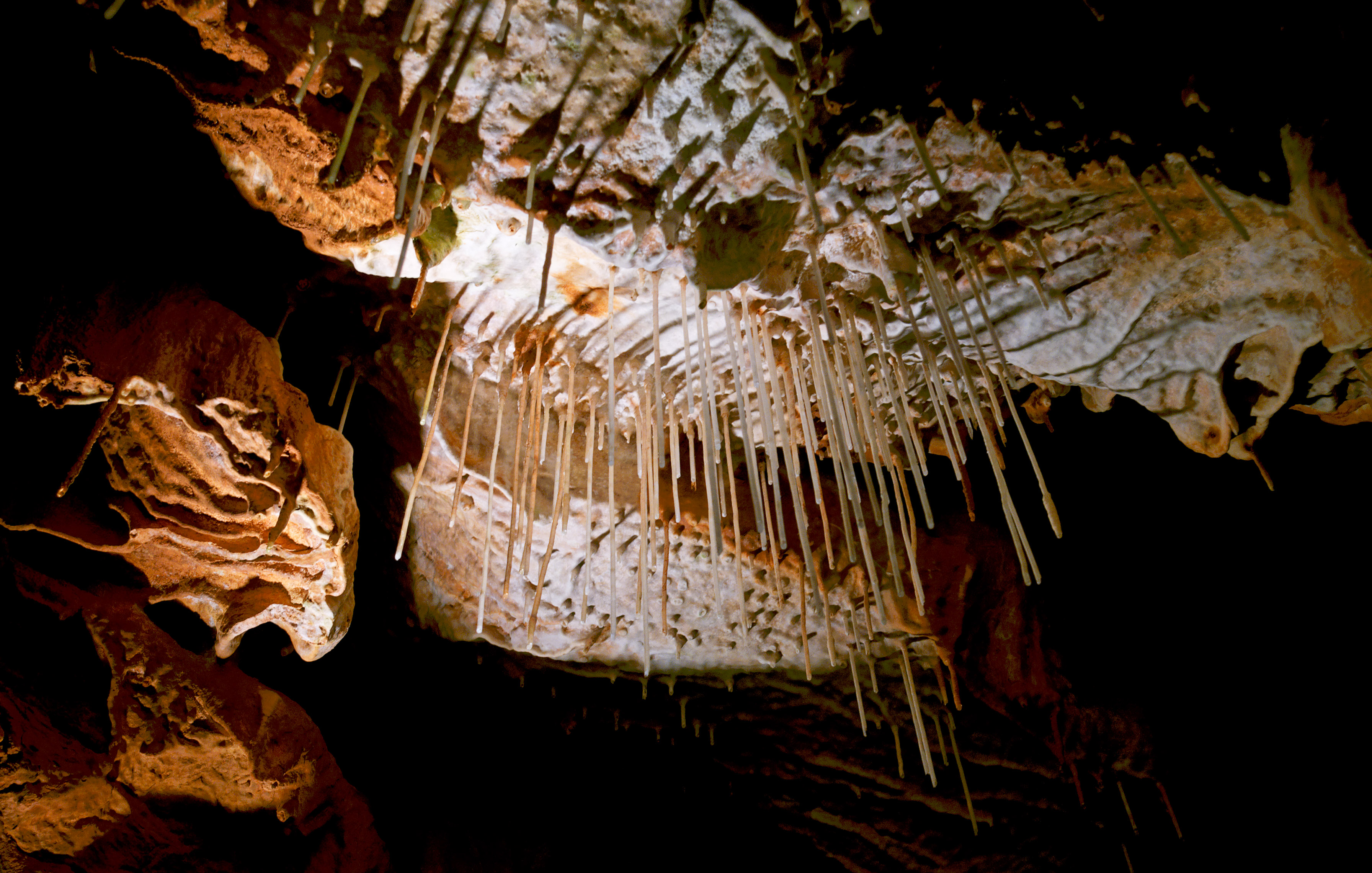
Gombasecká jeskyně

### Části Slovenského krasu zapsané na seznam světového přírodního dědictví UNESCO
- Domica
- Kančí propast (slovensky Diviačia priepasť)
- Drienovská jaskyňa
- jeskynní systém Gombasecká jeskyně—Silická lednice
- Hrušovská jeskyně
- Jasovská jeskyně
- Krásnohorská jeskyně
- Ochtinská aragonitová jeskyně
- Obrovská propast
- jeskynní systém Skalistý potok—Kuní propast
- Snežná diera
- Zvonivá jama

## Turistika zimní a letní
Chráněná krajinná oblast Slovenský kras nemá vytvořeny podmínky pro provozování zimních sportů, zejména sjezdového lyžování. Nejsou zde ani žádná zimní rekreační střediska, protože oblast je vysoce ceněna pro obrovský výskyt vzácných chráněných rostlinných a živočišných druhů a jakýkoliv umělý zásah do krajiny by mohl být příčinou jejich zániku. Romantická zimní příroda však určitě potěší všechny milovníky pěší turistiky. V létě nabízí Slovenský kras síť značených turistických cest a naučných chodníků vhodných pro nenáročné vycházky i fyzicky náročnější pěší turistiku. Díky jim jsou návštěvníkům zpřístupněny nejhezčí krasové oblasti a nejpřitažlivější údolí.
Návštěvu Slovenského krasu se může zpříjemnit také pobytem u vody. K dispozici jsou zde koupaliště Rožňava, Šafárikovo, Gemerská Horka a Betliar, nedaleko Šafárikova je jezero s termální vodou. Pro méně náročné jsou k dispozici v Gombaseku veřejné tábořiště, srubová základna a chatová osada, Šafárikovo koupaliště nabízí turistický hotel, srubovou osadu, veřejné tábořiště a autokempink.